# Beija-flor-bronzeado
Beija-flor-bronzeado ou nectarínia-bronzeada (Nectarinia kilimensis) é uma espécie de ave da família Nectariniidae.
Pode ser encontrada nos seguintes países: Angola, Burundi, República Democrática do Congo, Etiópia, Quénia, Malawi, Moçambique, Ruanda, Tanzânia, Uganda, Zâmbia e Zimbabwe.